# Synagelides gosainkundicus
Synagelides gosainkundicus är en spindelart som beskrevs av Andrzej Bohdanowicz 1987. Synagelides gosainkundicus ingår i släktet Synagelides och familjen hoppspindlar. Inga underarter finns listade i Catalogue of Life.